# Ботанічний сад Сумського педагогічного університету
Ботанічний сад СДПУ ім. А. С. Макаренка (Ботанічний сад Сумського педагогічного університету) — ботанічний сад місцевого значення в Україні. Об'єкт природно-заповідного фонду Сумської області. 
Розташований у місті Суми, на вулиці 20 Років Перемоги. 
Площа 4,76 га. Статус надано згідно з рішенням Сумського облвиконкому від 27.09.1973 року. Перебуває у віданні Сумського державного педагогічного університету імені А. С. Макаренка.
Входить до складу дендрологічного парку загальнодержавного значення «Сумський»

## Загальні відомості
Ботанічний сад розташований на плакорній ділянці та схилах долини р. Стрілка з вилугованими чорноземами. Він займає підвищену, добре дреновану територію. В ньому зростає 600 більше 1000 видів рослин. З них лише третина — представники місцевої флори, а понад 55 видів належать до рідкісних або зникаючих. Колекційні фонди розміщені на ділянках дендрарію, у відділах квітково-декоративних рослин, методики біології, лікарських рослин, сільськогосподарських рослин. Вони репрезентують флору різних регіонів світу.

## Колекція рослин ботанічного саду
У живій колекції рослин ботанічного саду представлені типові та раритетні види місцевої флори, інших регіонів України, інших природно-кліматичних зон. Тут можна побачити ендемічні та реліктові види рослин. У парку та фрагментах діброви на території ботсаду можна ознайомитись з видами-домінантами різних ярусів, характерних для Полісся та Лісостепу України фітоценозів, з характерними, але недомінуючими видами трав'янистих рослин; побачити адвентивні, синантропні та культивовані сільськогосподарські, лікарські, декоративні рослини тощо. 
Колекція рослин ботанічного саду має велику цінність у формуванні понять про основні таксони рослинного світу, його різноманітність і значення. Загальна кількість видів, що культивуються у ботанічному саду, становить 494 таксони і форми, що відносяться до 91 родини, трьох відділів — плауноподібні (1 вид), папоротеподібні (4 види з чотирьох родин), голонасінні (21 вид із чотирьох родин), покритонасінні (329 видів із 78 родин), з них дерев та чагарників — 164, трав'янистих рослин — 330. Із квіткових рослин переважають дводольні (224 види з 151 роду, 42 родин). Однодольних нараховується 105 видів із 49 родів, 6 родин. Ботанічний сад успішно використовується з навчальною метою іншими вишами, ліцеями, школами міста Суми та області. 

## Науково-дослідна робота
Науково-дослідна робота у ботанічному саду здійснюється за такими основними напрямками: розробка оптимальних методик культивування рідкісних видів рослин, вивчення особливостей розмноження і поширення адвентивних видів, інтродукція рослин, селекція та генетика. Крім цього, ведуться дослідження в галузі агрохімії та захисту рослин. 
Серед питань, що вивчаються в ботанічному саду,— порівняльно-анатомічні дослідження окремих родин вищих рослин, мікробіоти та фітопатогенної діяльності грибів, дослідження впливу мікроелементів і біологічно активних речовин на ріст і розвиток рослин, розширення асортименту деревно-чагарникових і трав'янистих видів, які використовуються у зеленому будівництві, дослідження радіаційного та хімічного мутагенезу культурних рослин, вивчення консортивних зв'язків рідкісних видів, розробка питань охорони природи.

## Галерея

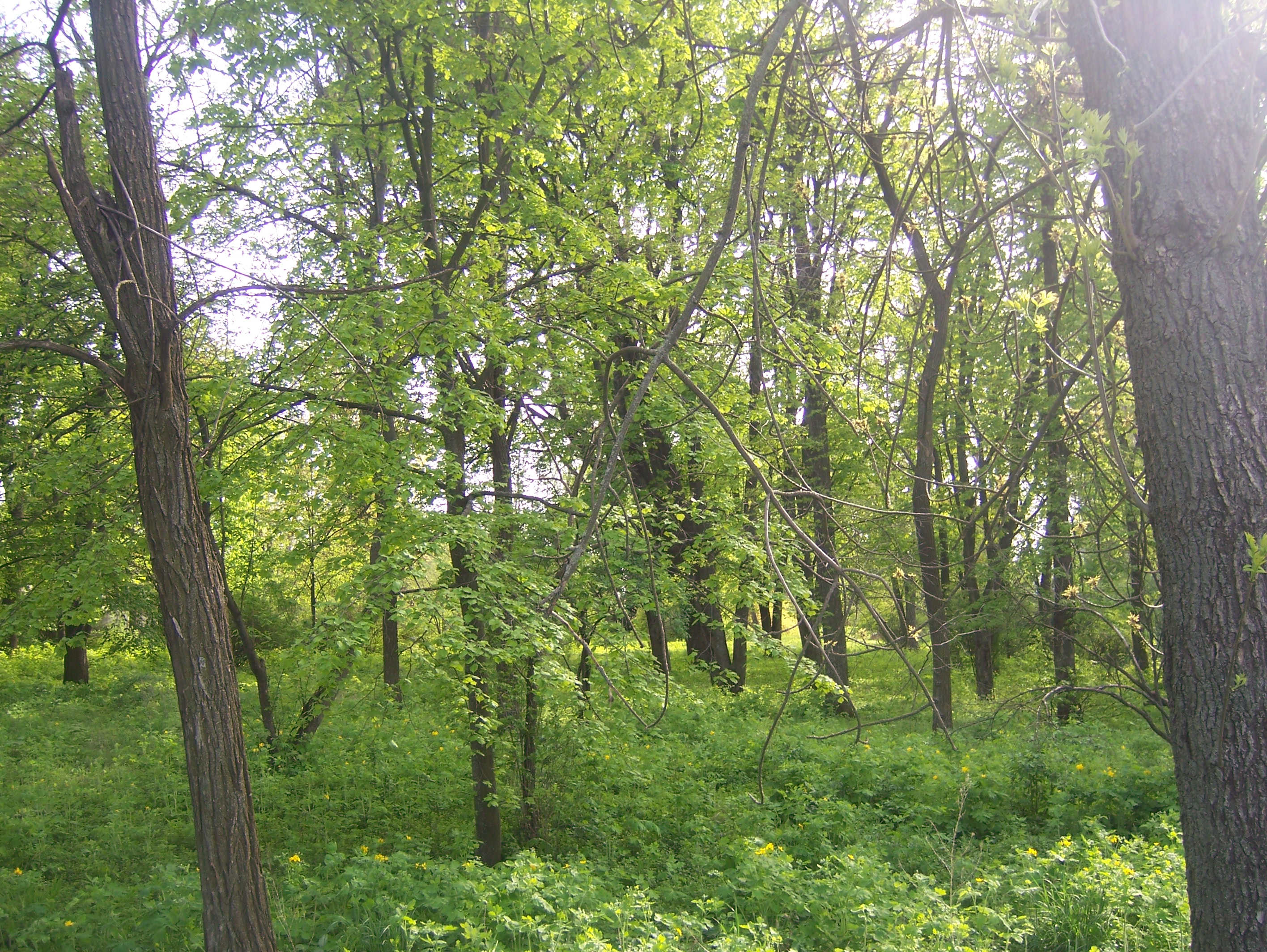
Сад Сумського педагогічного університету
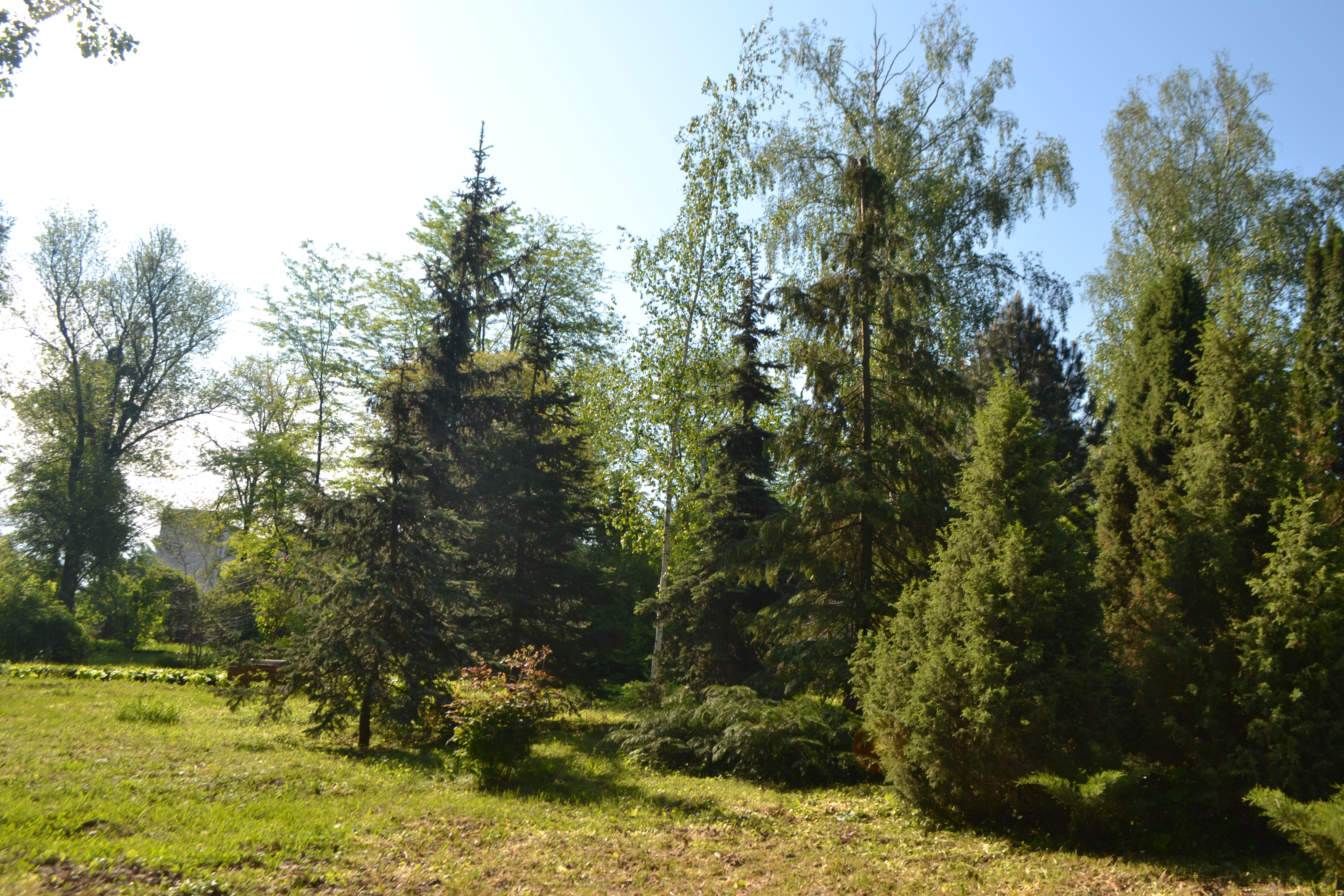
Дерева в ботанічному саду
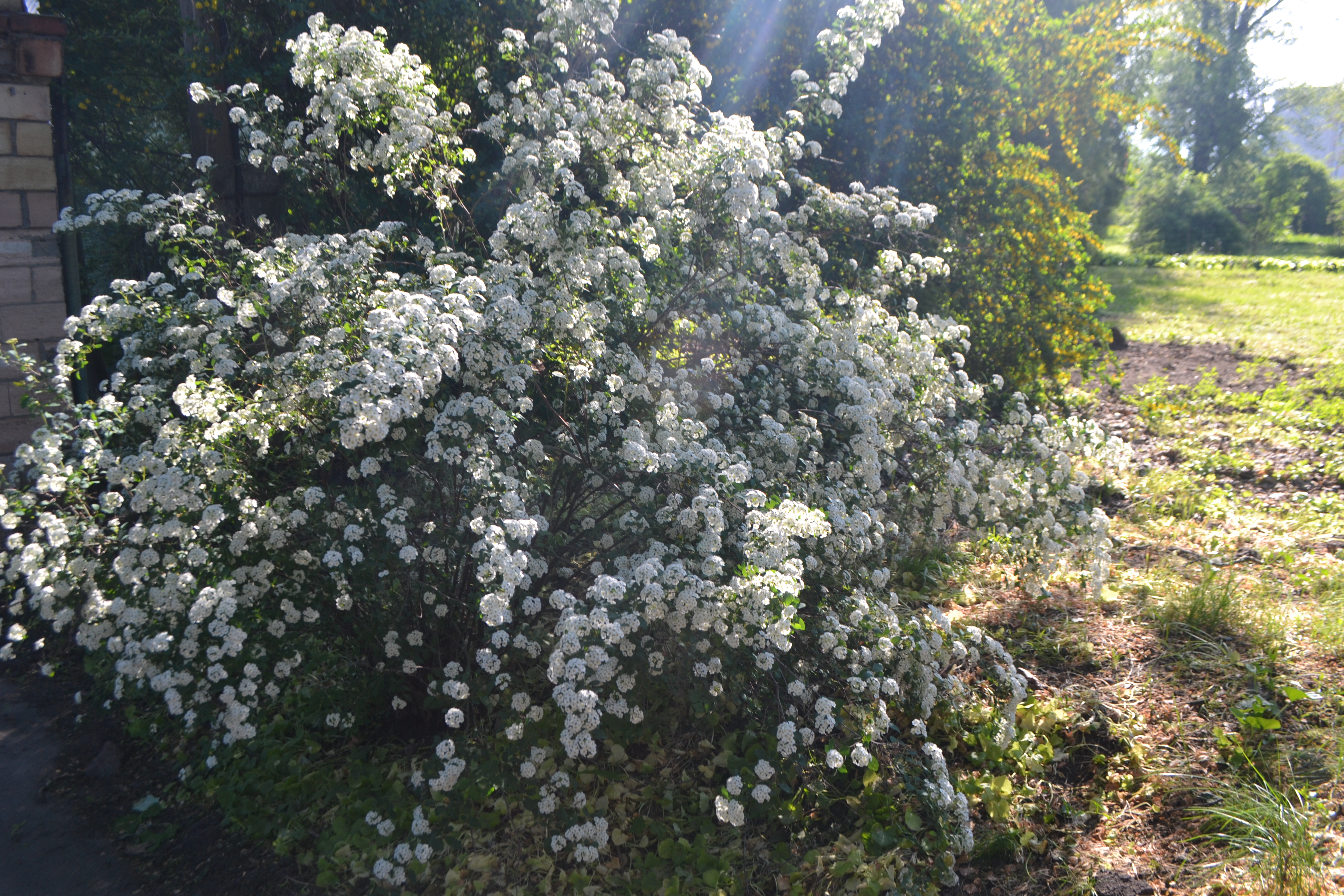
Квітучий кущ
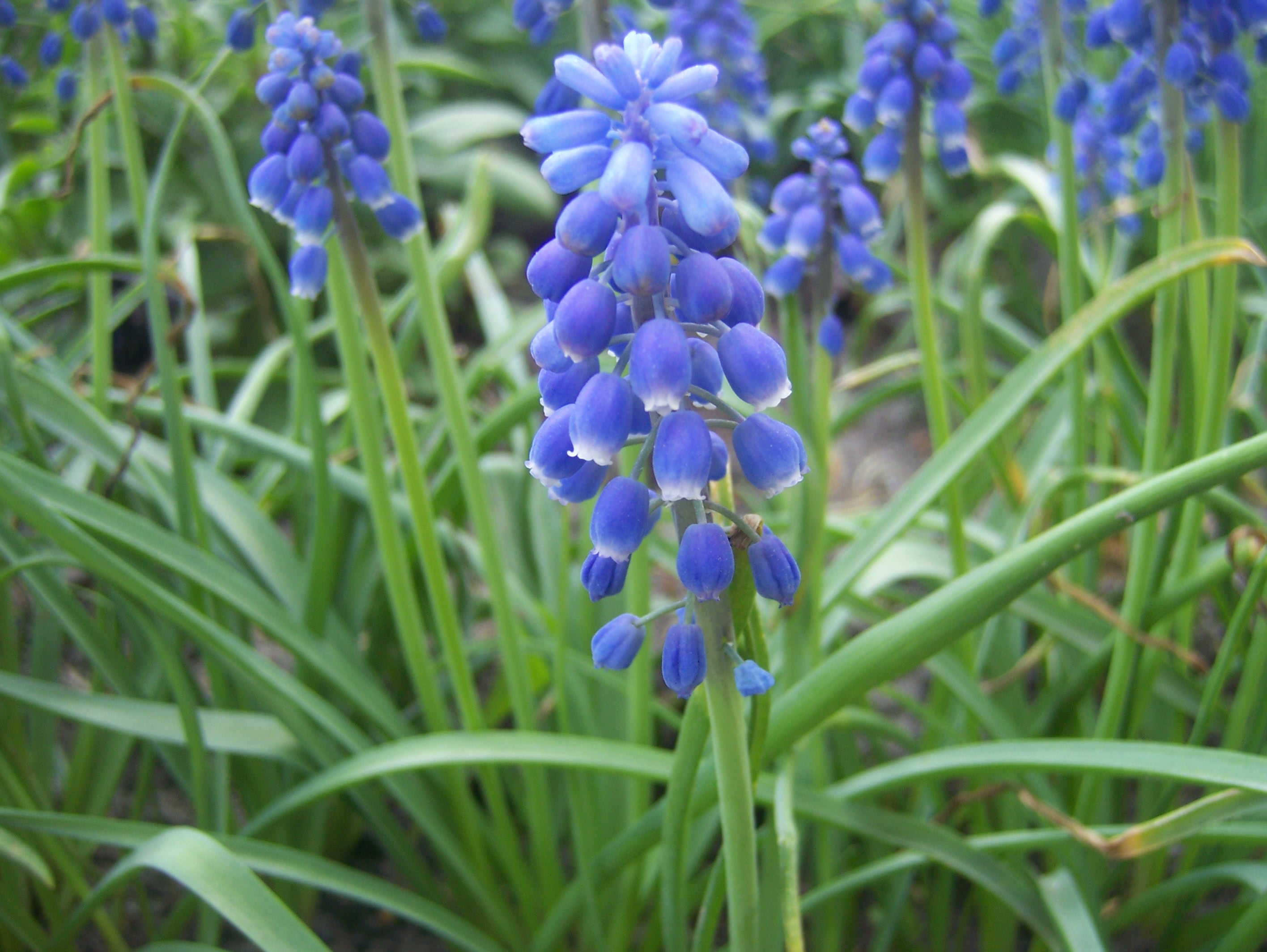
Весняні квіти
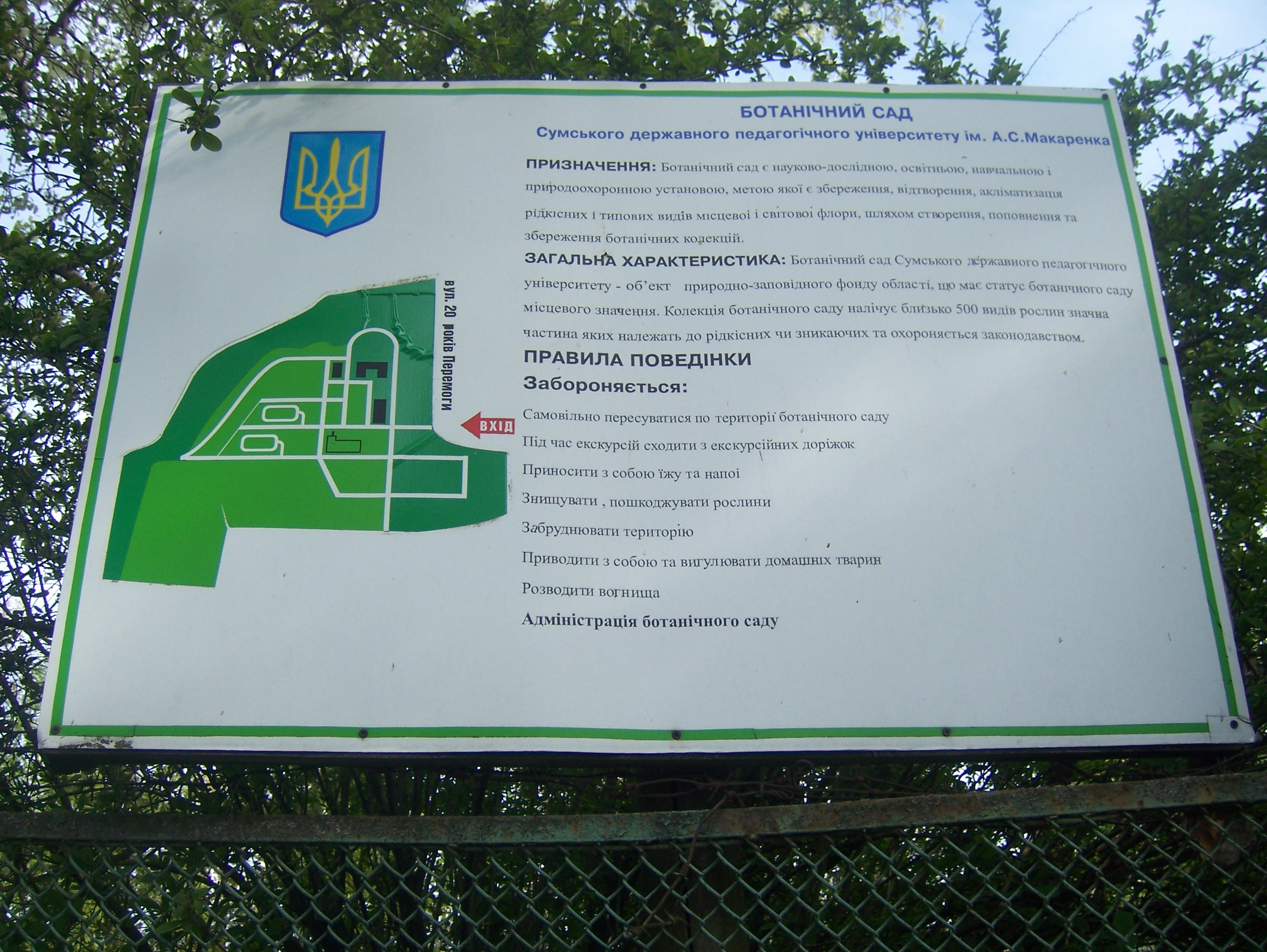
Інформаційна таблиця